# Киїнка
Киї́нка — село в Україні, центр Киїнської сільської громади Чернігівського району Чернігівської області. Розташоване на відстані 1 км від Чернігова.
Населення станом на 1983 р. — 2940 осіб.
Нині населення становить 2552 особи.

## Влада
Киїнська об'єднана територіальна громада, якій підпорядковані:
- Киїнка
- Трисвятська Слобода
- Павлівка
- Шестовиця
- Гущин
- Жавинка

До 2016 орган місцевого самоврядування — Киїнська сільська рада, якій, окрім Киїнки, були підпорядковані села:
- Гущин;
- Жавинка.

## Походження назви
Назва села походить від річки Киянки, правої притоки Білоусу, яка починається в с. Зайці, протікає через с. Киїнку та впадає в р. Білоус. «На косогорахъ, съ трехъ сторонъ въ чистыхъ поляхъ, а съ четвертой къ рощи».
20 березня 1624 р. королівський ревізор Ієронім Цеханович, визначаючи межі чернігівських міських земель, зважаючи, що біля міста знаходилось багато земель духовенства, але про які неможливо було достовірно взяти відомості, щоб не порушити їх прав, обумовив вилучення «подле острова Киянкина и подля поля Лисова сто волокъ къ землямъ шестовицкимъ до указу королевского, естли бы на то было, отдать на которое ни есть, духовенство».
На думку О. Лугини, острів Киянкин охоплював територію між сучасним с. Льгів і р. Киянка, оскільки обидва топоніми з ним пов'язані (пізніше монастирем був побудований «палац киянський» на території сучасного с. Льгів — «понад Лговкою рѣчкою», — яке й утворилось біля нього).

## Історія
Поблизу села були знайдені поселення епохи бронзи (ІІ тис. до н. е.), скіфське селище (V-ІІІ ст. до н. е.), 3 кургани, 2 городища і 4 селища доби Київської Русі.
Відомо, що три чернігівські монастирі: Іллінський, Глібоборисівський і П'ятницький, були домініканськими. Саме домініканами Іллінського монастиря невдовзі після 1628 р. і було засноване с. Киїнка, оскільки подальші документи свідчать про перебування села у володінні Іллінського монастиря.
За П. Кулаковським, значна кількість поселень в околицях Чернігова виникла перед 1638 р.: «Зокрема, чернігівські домініканці на своїх ґрунтах під Черніговом заснували село Киянку та деревню Зайці».
Першою надійною письмовою згадкою про Киїнку вважається царська грамота 1660 р., коли «село Киянку да деревню Зайци, деревню Богорадовку, деревню Назаревку» помилково пожалувано чернігівському архієпископу Лазарю Барановичу, «а они-де тѣмъ селомъ Киянкою и деревнями не владѣютъ».
За даними на 1859 рік у казенному, козацькому й власницькому селі Чернігівського повіту Чернігівської губернії мешкало 980 осіб (487 чоловічої статі та 519 — жіночої), налічувалось 146 дворових господарств, існувала православна церква й сільська розправа.
Станом на 1886 у колишньому державному й власницькому селі Козлянської волості мешкало 592 особи, налічувалось 107 дворових господарств, існували 5 вітряних млинів, маслобійний завод.
За переписом 1897 року кількість мешканців зросла до 625 осіб (323 чоловічої статі та 302 — жіночої), з яких всі — православної віри.
З 1919 р. під контролем УСРР.
З 1927 р. діяв партійний осередок.
З 1933 р. діяв відділок ВЛКСМ.
В роки Великої Вітчизняної Війни Киїнка була місцем бойових дій. В 1943 р. партизанське з'єднання ім. Щорса погромило тут поліцейський відділок. У вересні 1943 р. 221-а Чернігівська стрілецька дивізія 13-ї армії в боях за Киїнку і Гущин знищила 6 німецьких танків, 3 бронемашини, 250 солдат.

### Війна 2022 року
Під час російського вторгнення село піддавалося багаторазовим обстрілам, в тому числі забороненими міжнародними угодами касетними боєприпасами.
Була зруйнована мережа водопроводу та газогін. Підірвано два мости через річки. Одне село Шестовиця перебувало в окупації. Загалом у Киїнській громаді було зруйновано майже 80 будинків повністю, а більше 1500 осель зазнали пошкоджень через обстріли.

## Населення

### Мова
Розподіл населення за рідною мовою за даними перепису 2001 року:
| Мова            | Кількість | Відсоток |
| --------------- | --------- | -------- |
| українська      | 2458      | 96.32%   |
| російська       | 83        | 3.25%    |
| білоруська      | 10        | 0.39%    |
| інші/не вказали | 1         | 0.04%    |
| Усього          | 2552      | 100%     |

## Сучасний стан
Село досить доглянуте. Тут чимало сучасних нових будинків. Фактично, це околиця Чернігова. Досить часто їздять маршрутки. І багато чернігівців будують собі тут будинки.

## Галерея

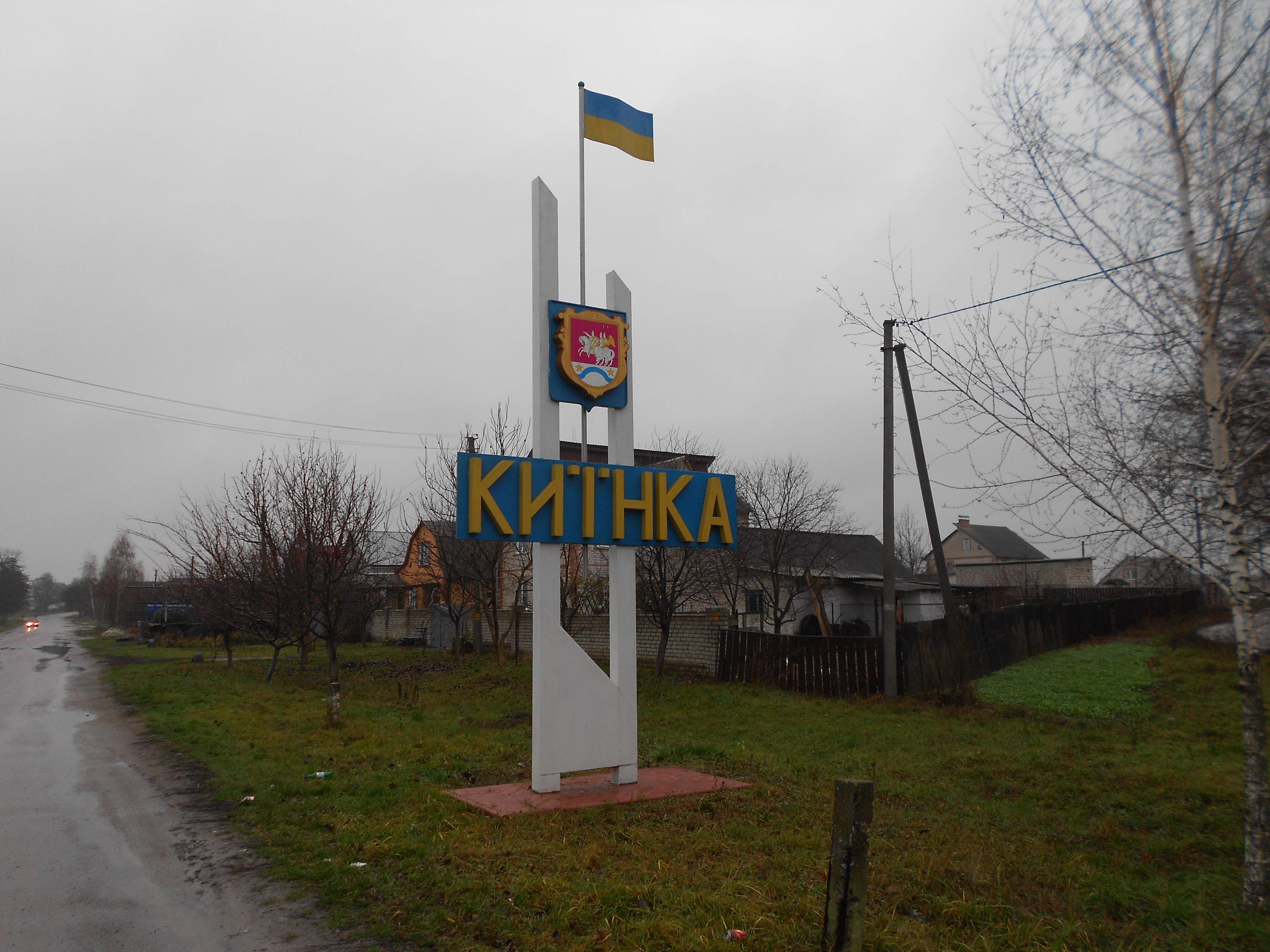
В'їзний знак "Киїнка".
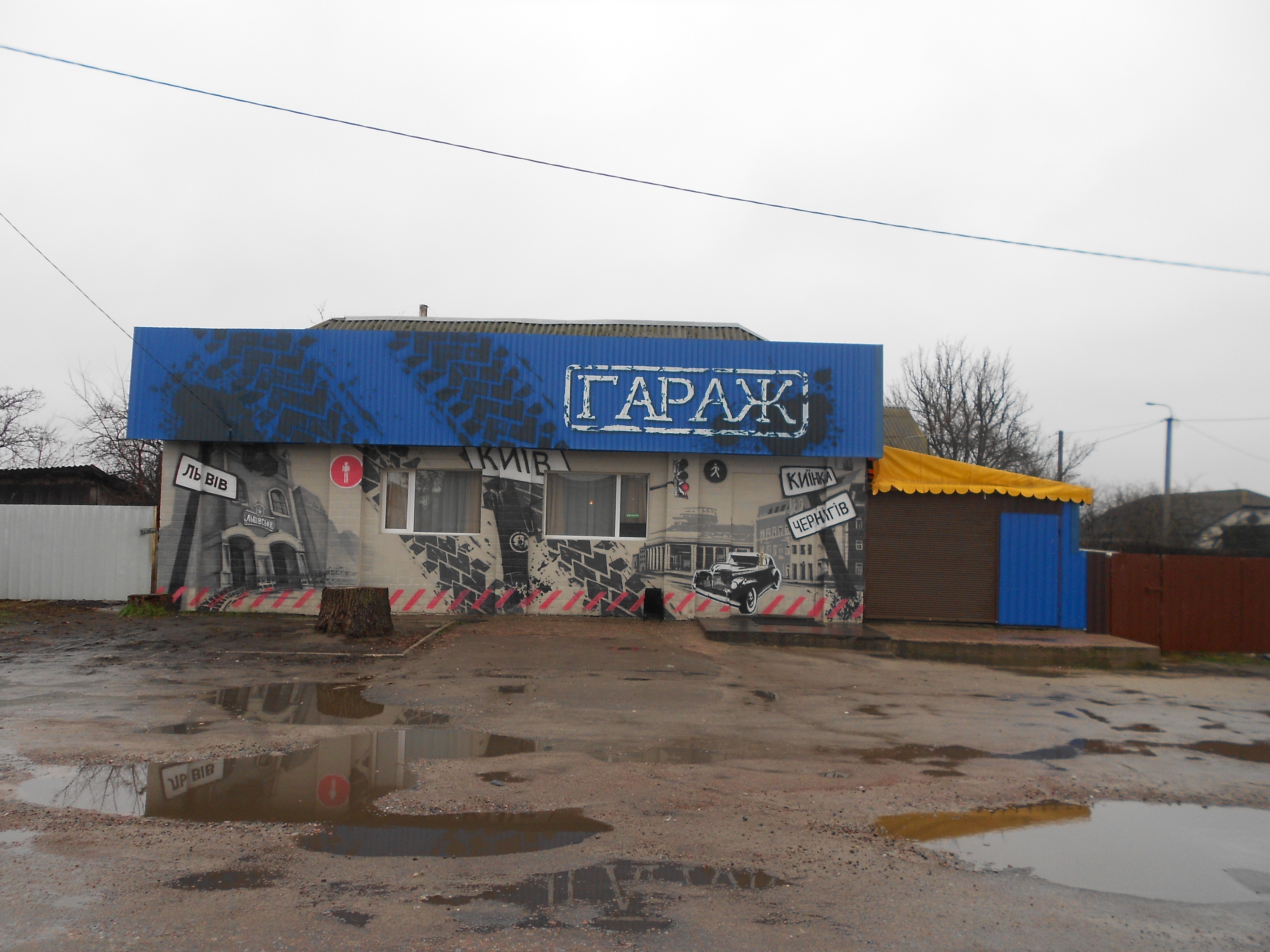
Кафе "Гараж"
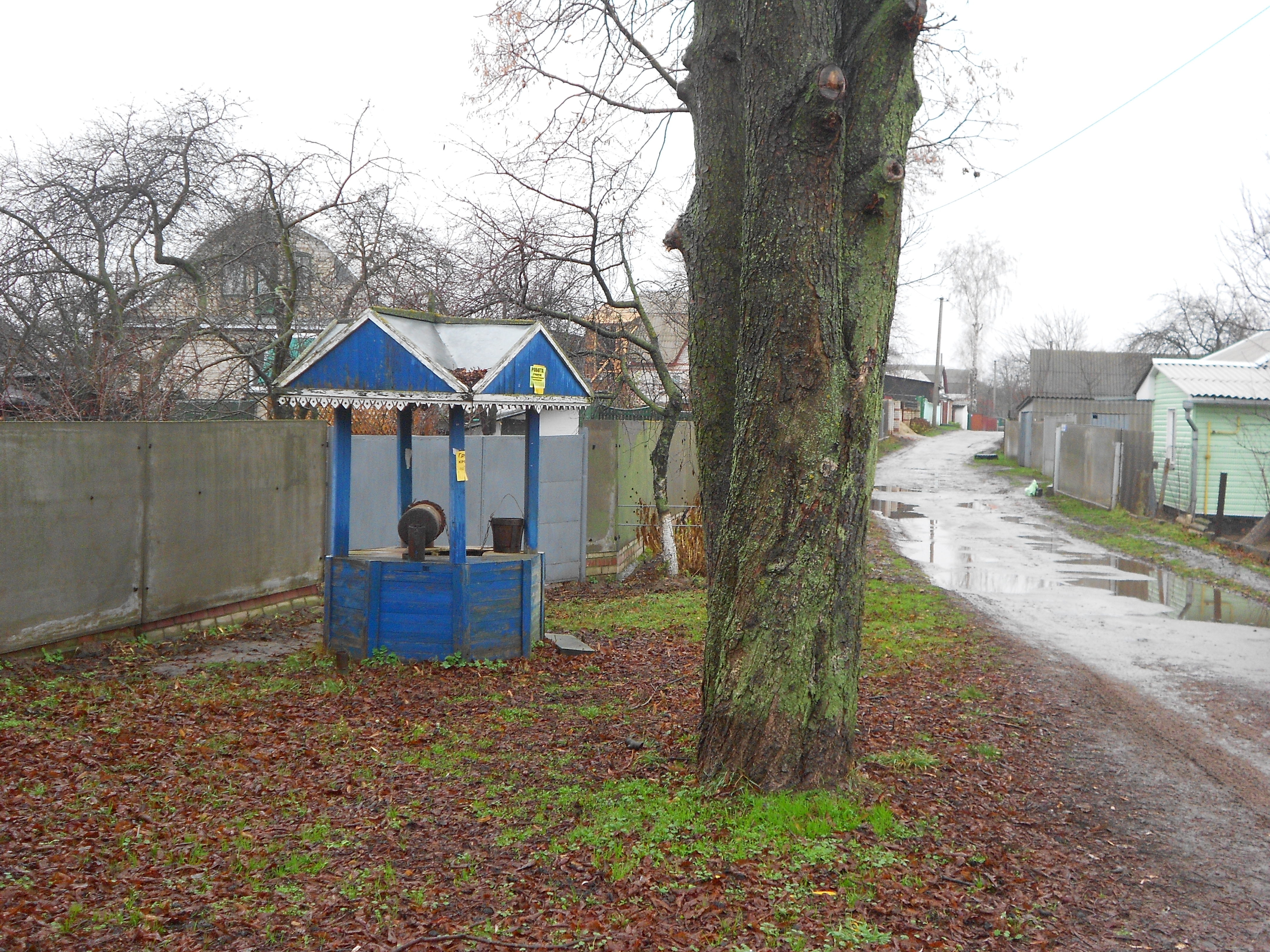
Різьблена криниця
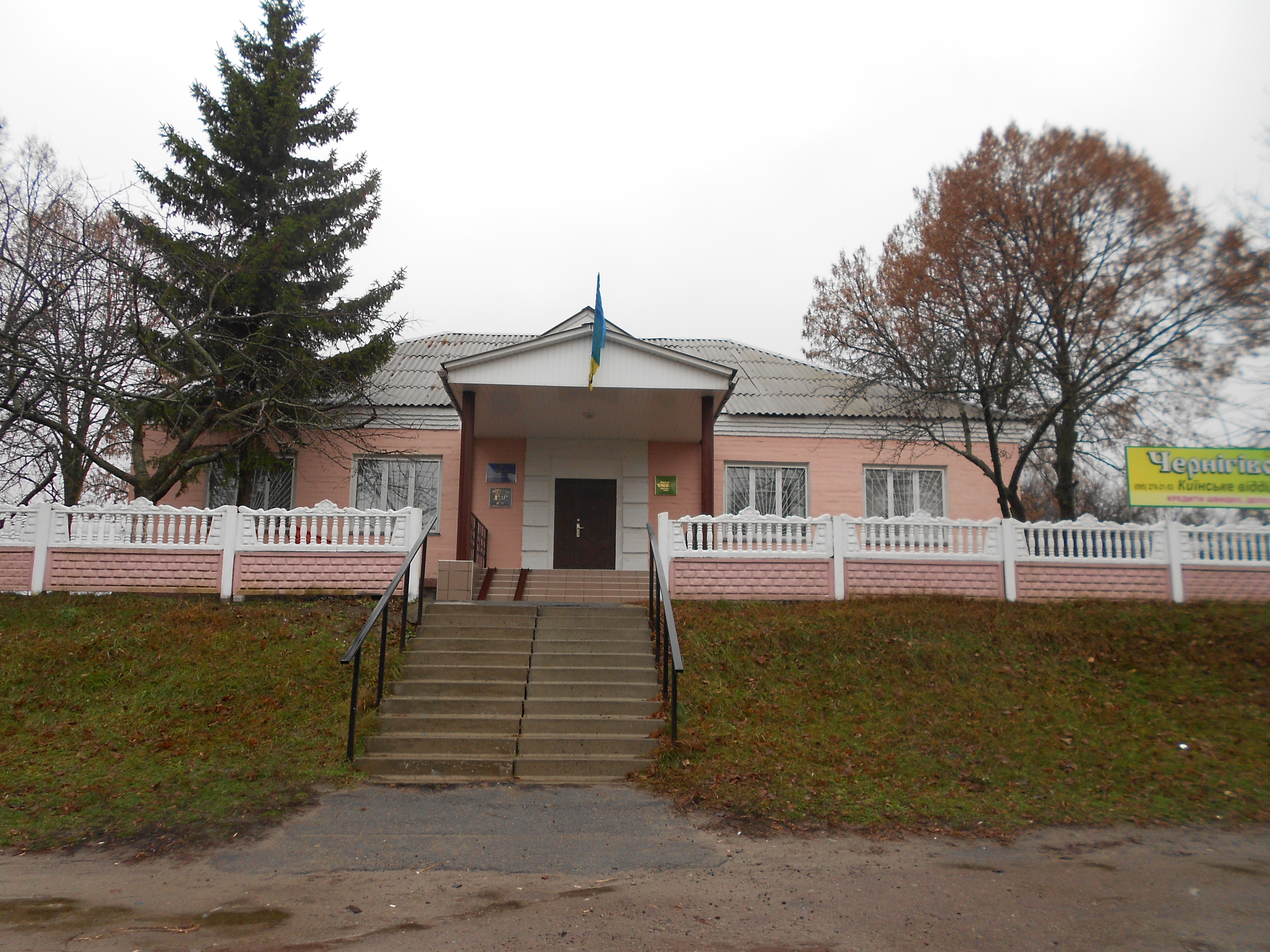
сільрада
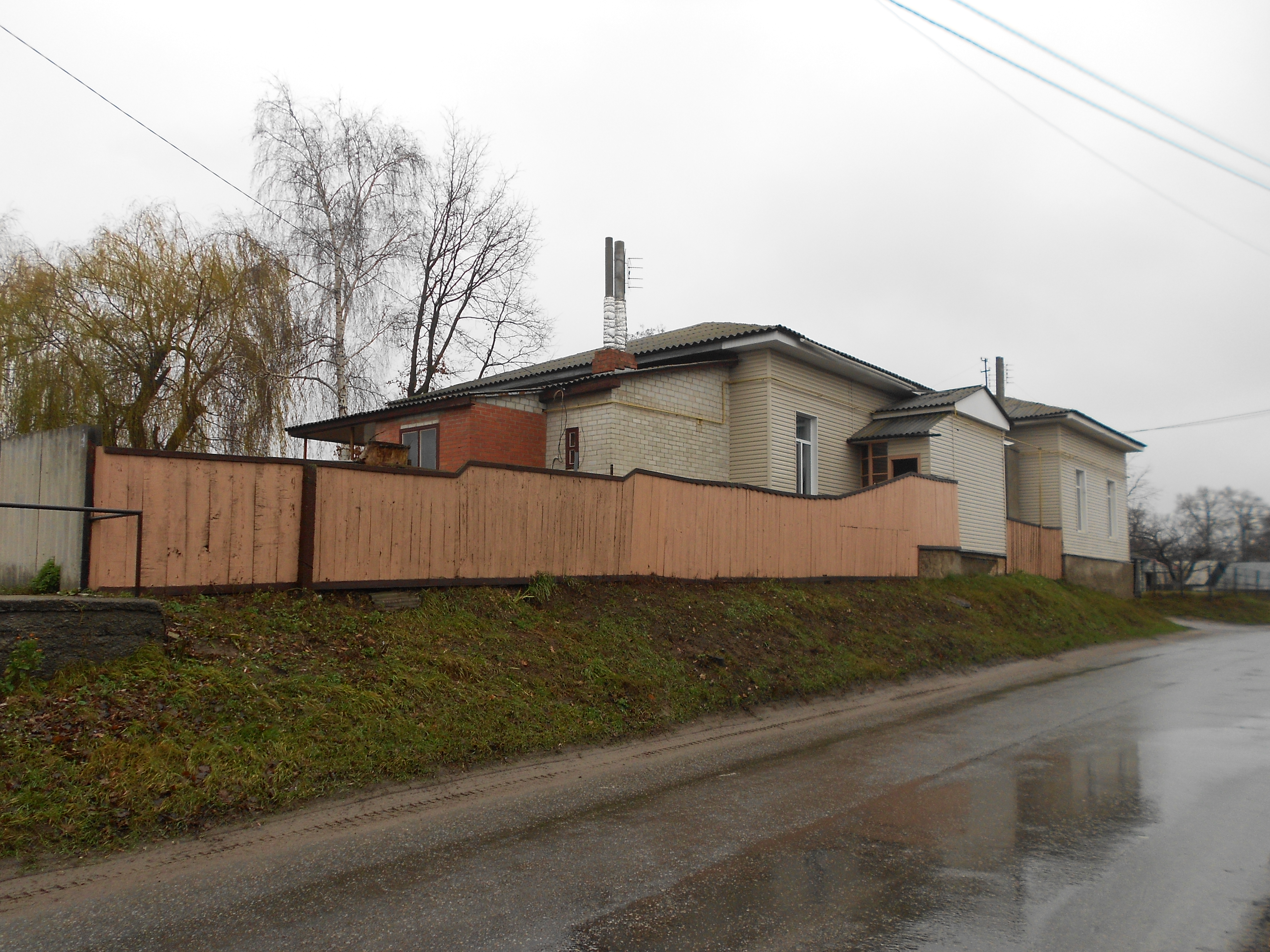
стара школа
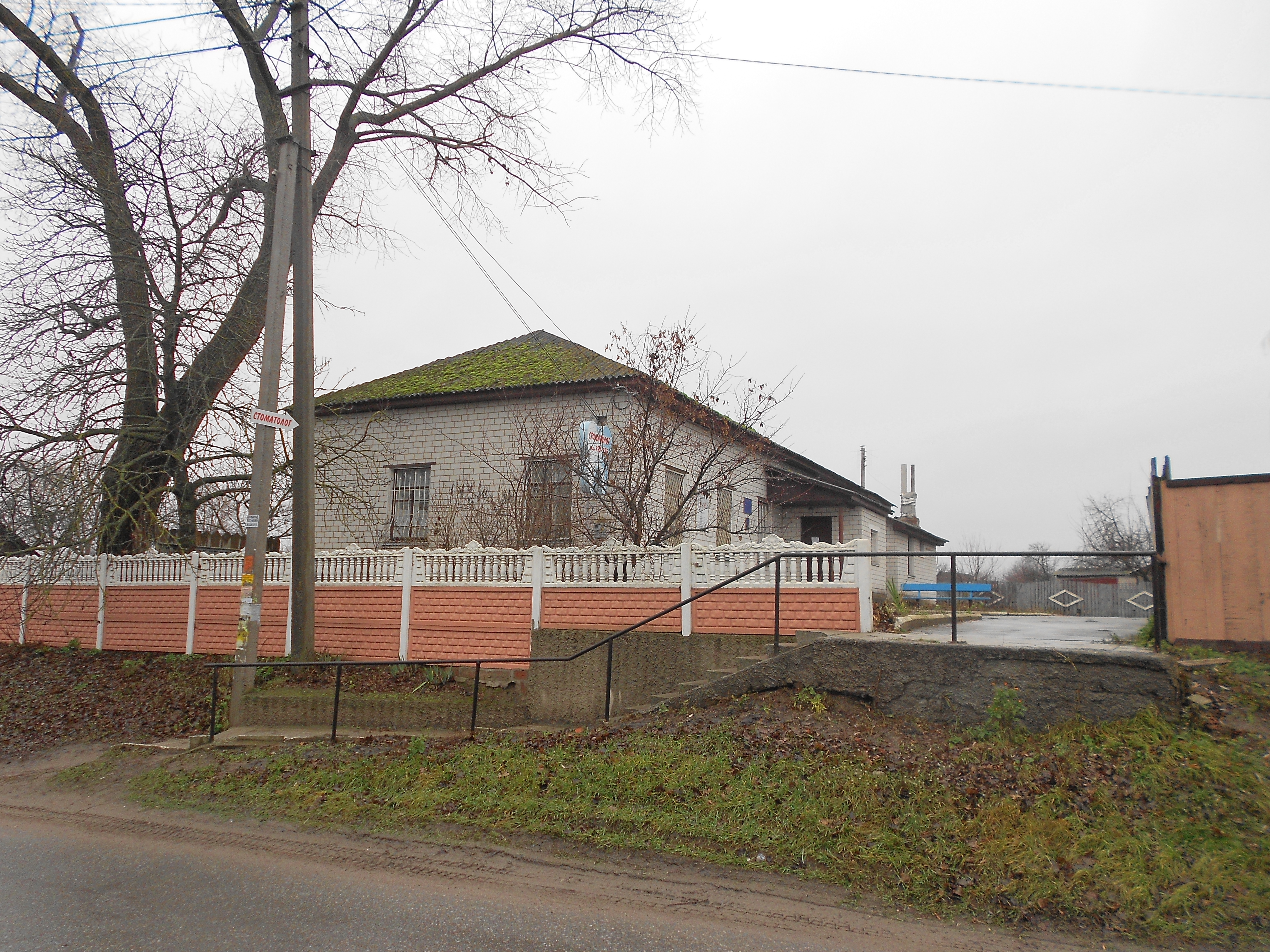
аптека і лікарня
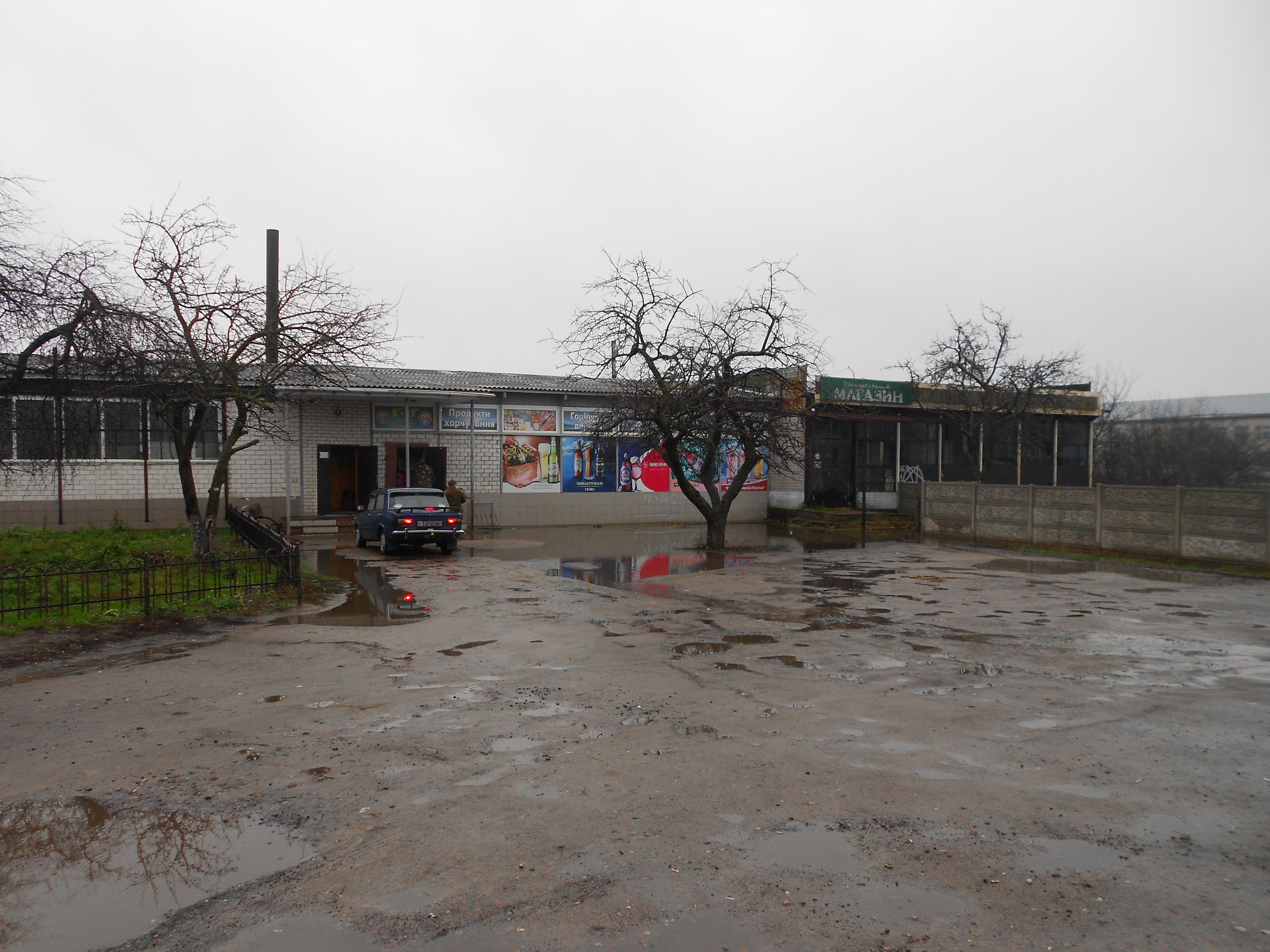
магазин
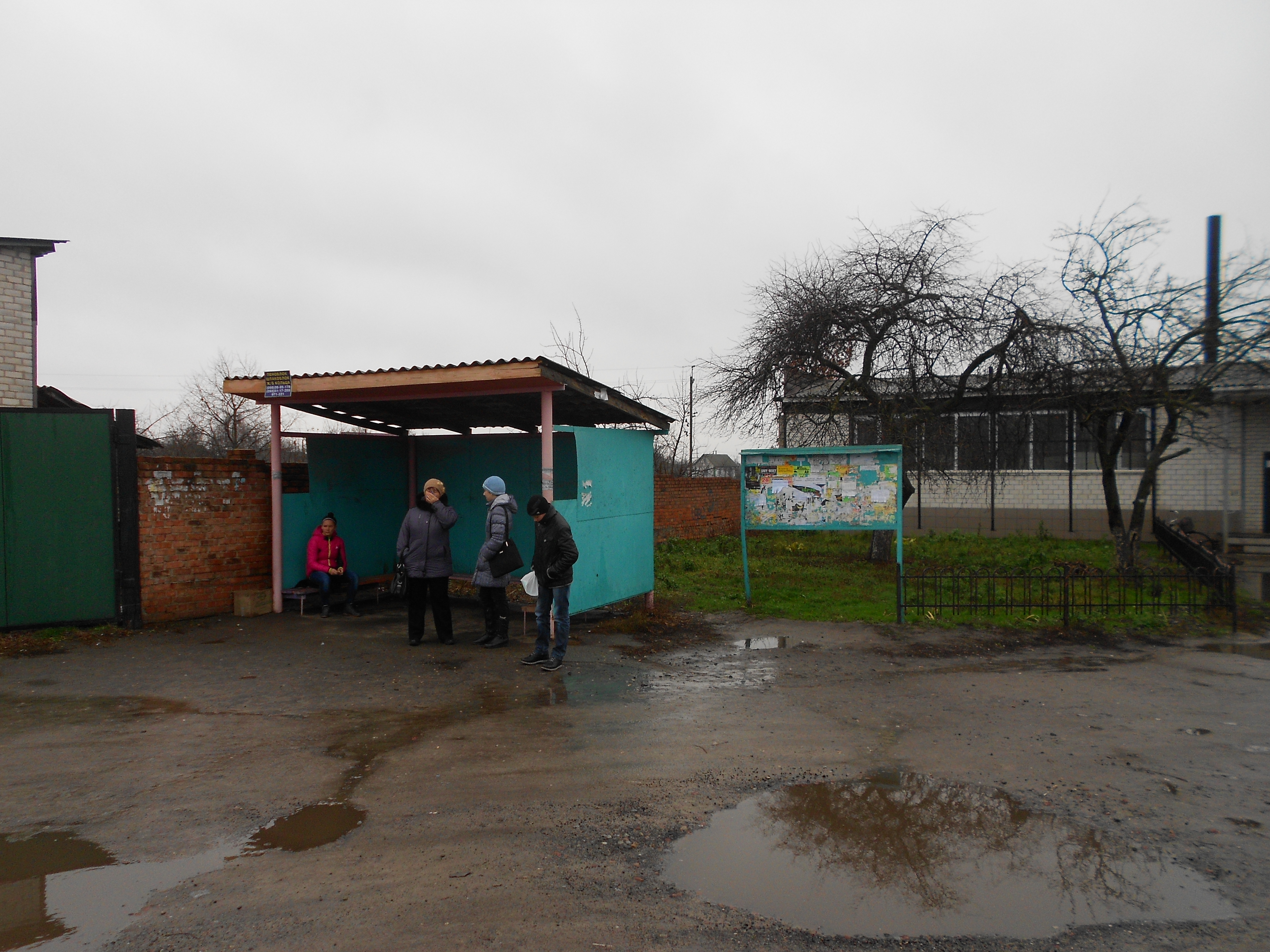
автобусна зупинка
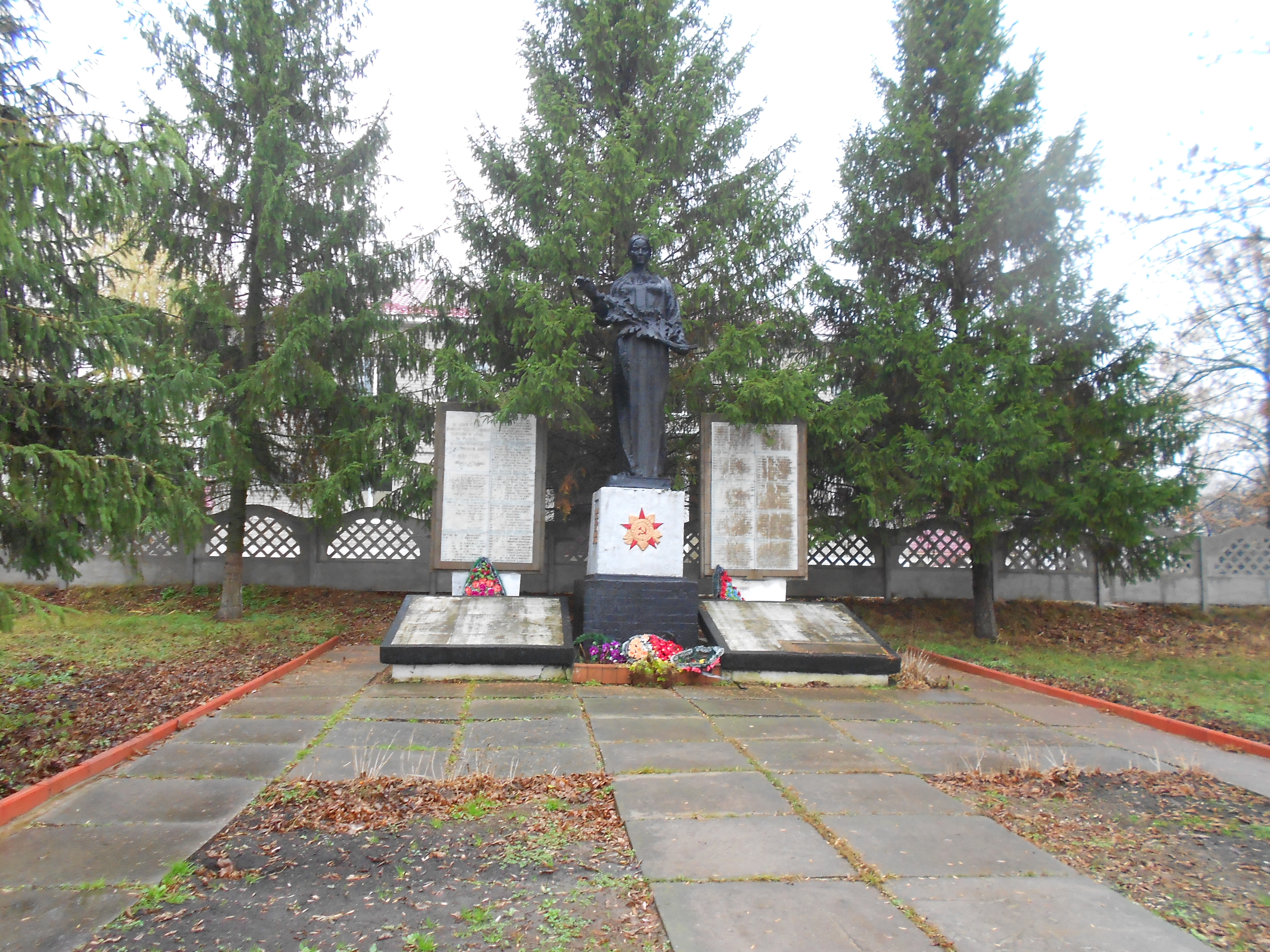
Братська могила (макет радянського ордену, демонтовано у 2016 році)
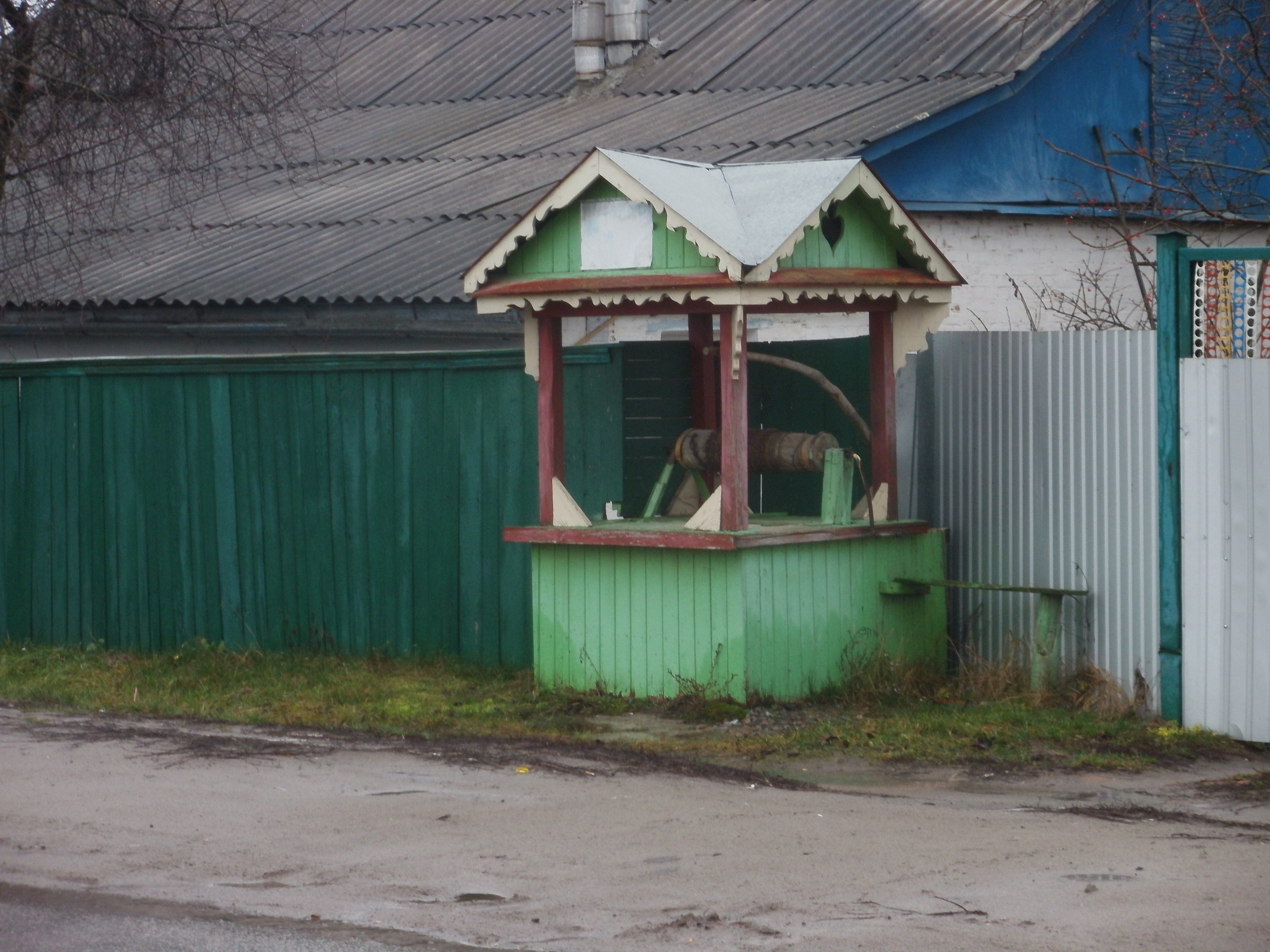
ще одна різьблена криниця
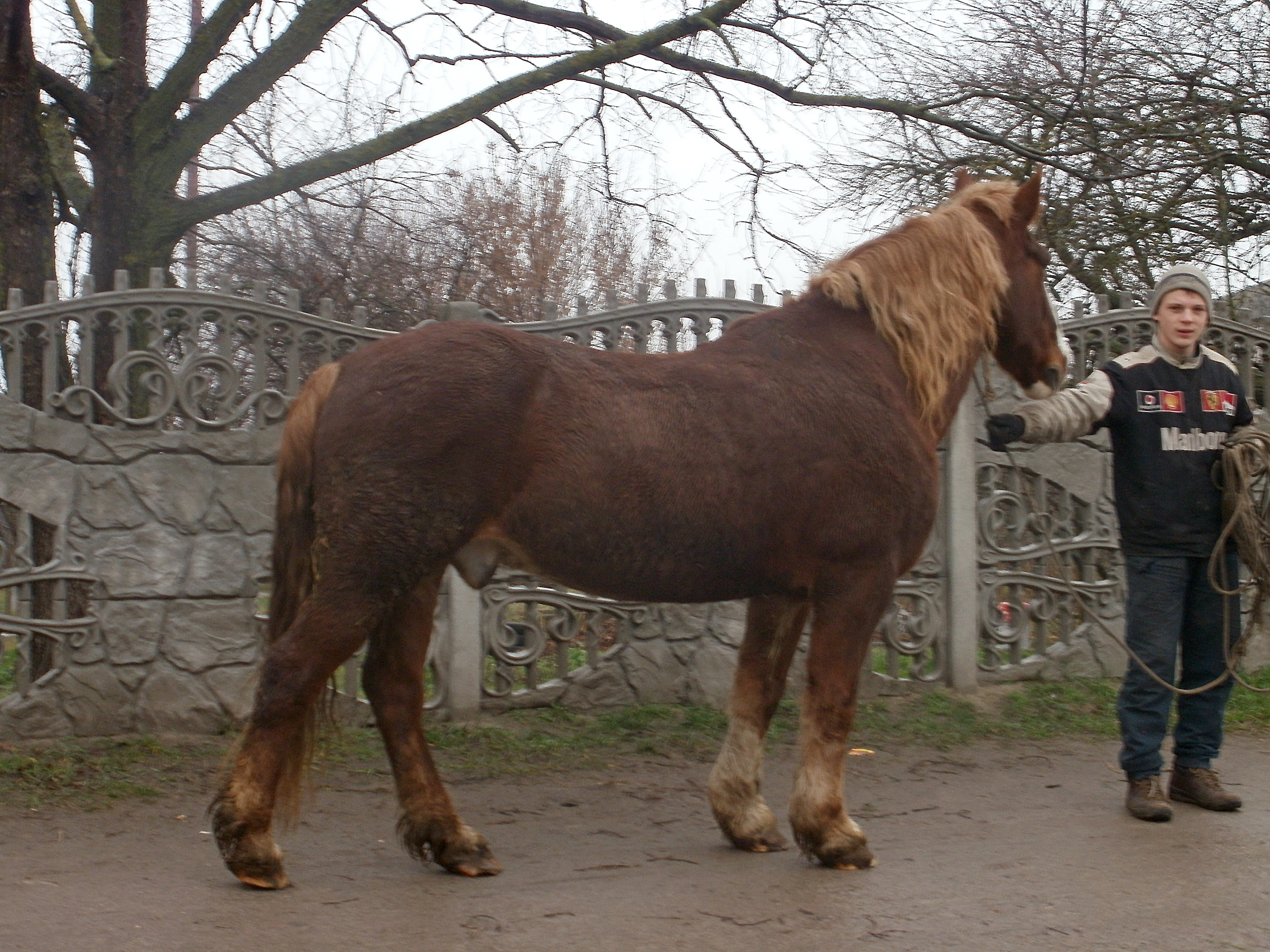
коняка у селі
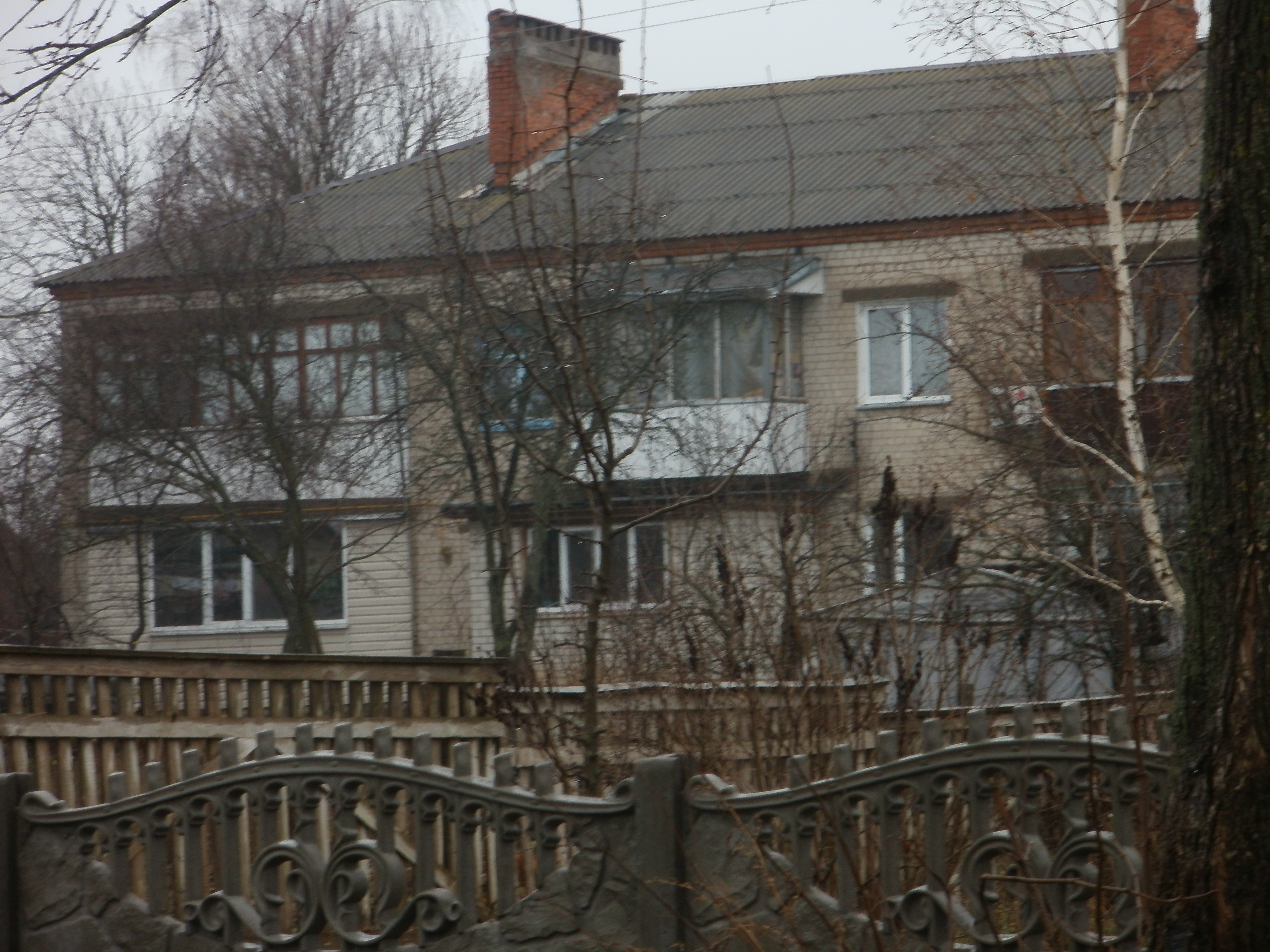
двоповерховий житловий будинок
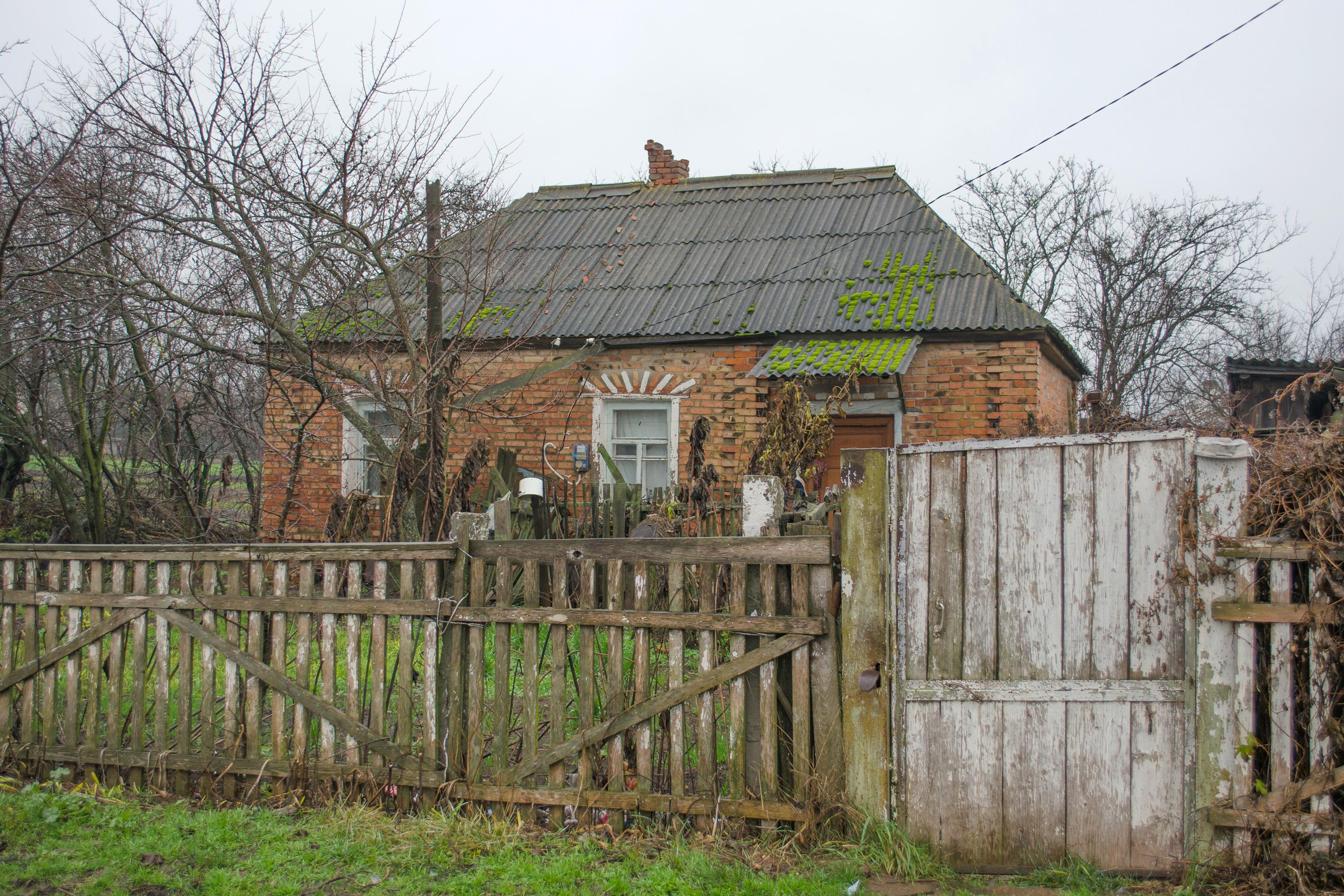
просто хата
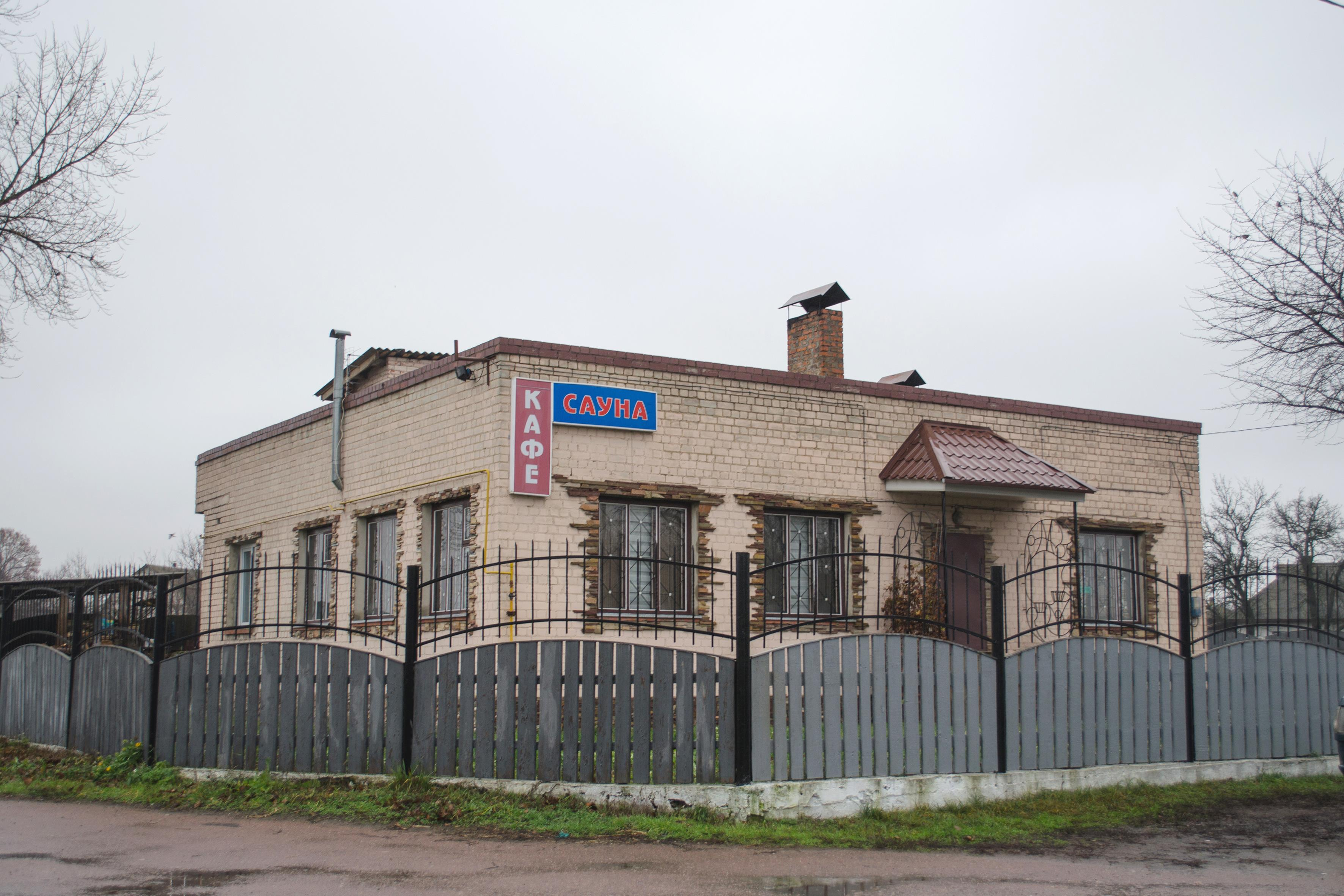
Кафе, сауна
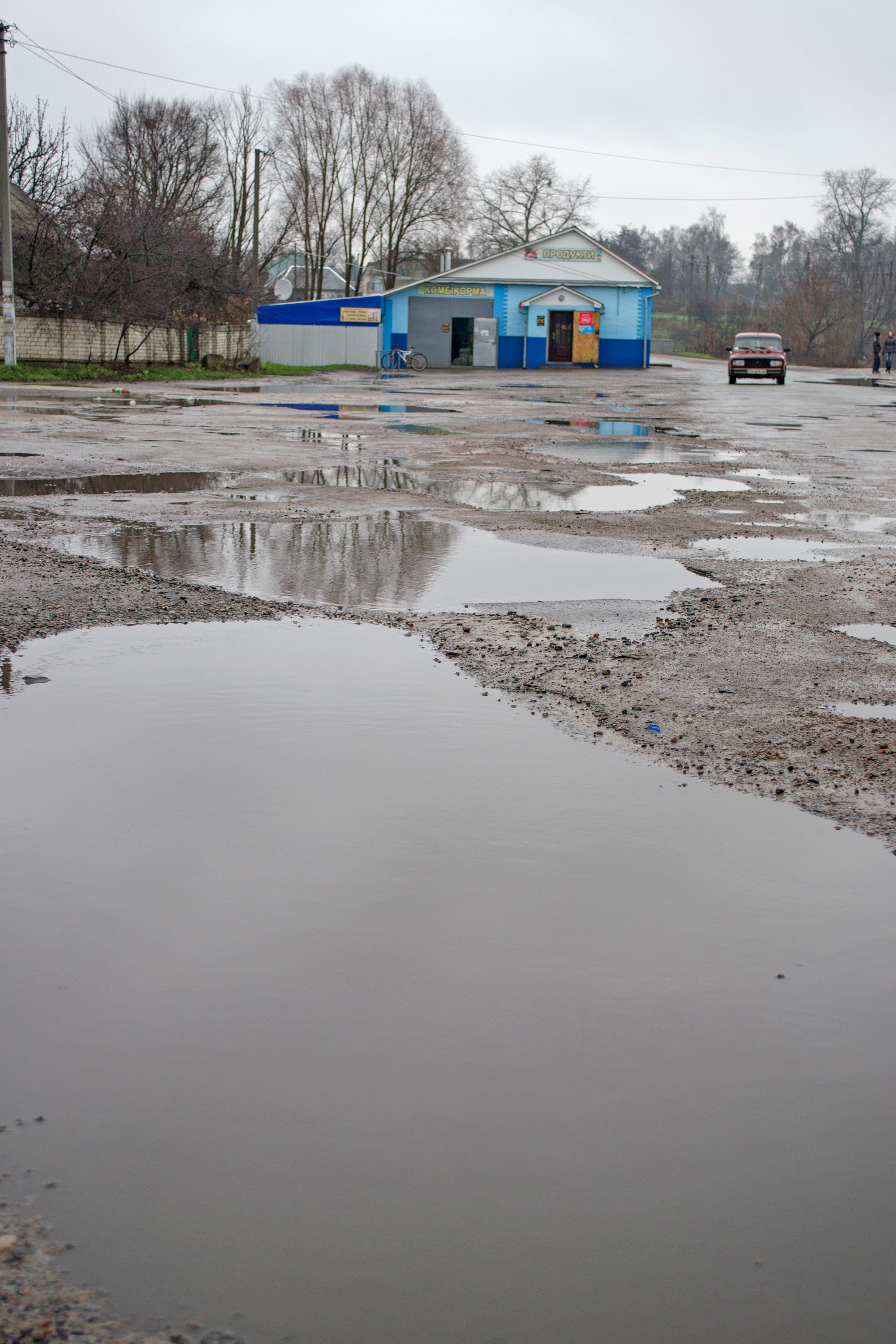
центр після дощу
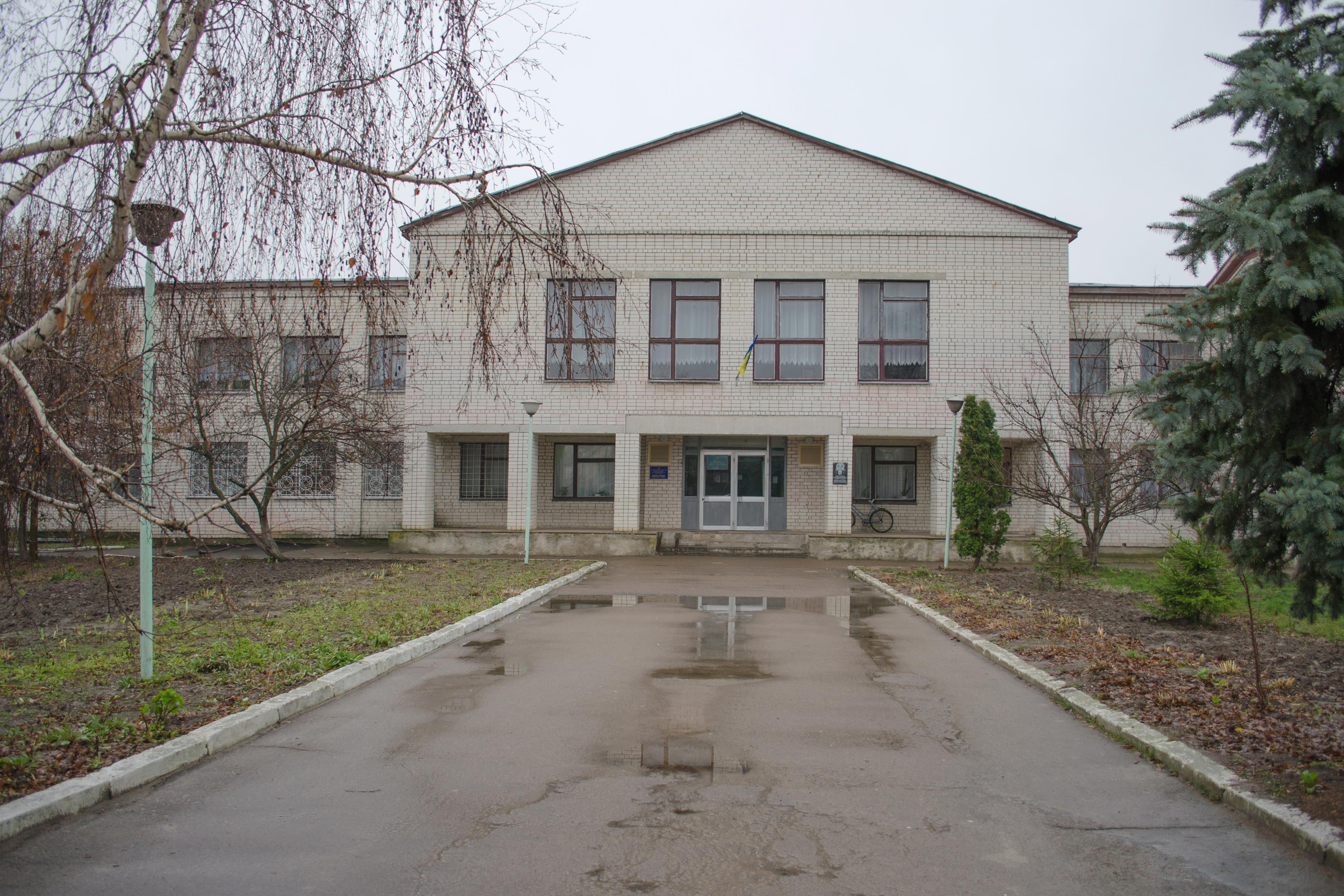
школа